# دحل (جيولوجيا)
الدِّحْل  هي تسمية عربية للحفرة البالوعية في الأرض، يمكن للإنسان الدخول منها والسير بطرق متعرجة ومنحدرة تضيق وتتسع وتصل غالباً إلى مياه. وجمعه دُحُول والدحل غير الكهف حيث أن الكهف نقب في جبل أما الدحل فنقب في الأرض. وتنتشر الدحول في مناطق من الجزيرة العربية أشهرها دحول الصمان.
ومن أشهر دحول؛
دحل أبا الجرفان و دحل أبا السيقان ودحل أبا الضيان وغيرها عشرات الدحول.